# MGC-354
A MGC-354 é uma Rodovia Estadual Coincidente de Minas Gerais que parte de um entroncamento com a MG-188 no município de Guarda-Mor. Dentre os trechos pavimentados, um dos principais é o que liga Lavras a Luminárias, denominada Rodovia Prefeito Nagib Francisco Murad em novembro de 2023, com a extensão de 41 km. A rodovia termina na BR-267 no município de Cruzília.